# Chlamydomonadaceae
Famille
Les Chlamydomonadaceae sont une famille d’algues vertes de l’ordre des Chlamydomonadales.

## Étymologie
Le nom vient du genre type Chlamydomonas, composé du préfixe "Chlamy-", « cape, manteau » (de Chlamyde manteau porté en Grèce antique), et du suffixe "-monas", « monade, flagellé », littéralement « flagellé à cape », le suffixe venant du grec μόνας / mónas, « seul, solitaire, isolé ». En effet Ehrenberg qui décrivit le genre nomme ce type de cellules des « Monas » pour souligner leur caractère solitaire (sans doute par opposition aux cellules formant des colonies) et il explique la référence au manteau (chlamy) par ces mots « La division de cette monade ne se fait pas comme les autres, mais au sein d'une peau très transparente. », le nom de genre signifiant donc « monade à peau » ou « monade à cape » ou « monade à manteau ».

## Liste des genres
Selon AlgaeBase (12 août 2017) :
- Agloë Pascher
- Brachiomonas Bohlin
- Carteria Diesing
- Chlainomonas H.R.Christen
- Chlamydomonas Ehrenberg
- Chlamydonephris H.Ettl & O.Ettl
- Chlorobrachis Korshikov
- Chloroceras Schiller
- Chloromonas Gobi
- Chlorotriangulum Kufferath
- Corbierea P.-A.Dangeard
- Costachloris H.Ettl & O.Ettl
- Cylindromonas Hansgirg
- Dangeardinia Tempère
- Diplostauron A.A.Korschikov
- Furcilla A.C.Stokes
- Gigantochloris Pascher
- Gloeomonas Klebs
- Heterochlamydomonas Ed.R.Cox & Deason
- Hirtusochloris H.J.Hu & L.M.Luo
- Hyalobrachion Swindell
- Ixipapillifera Nakada
- Lobochlamys T.Pröschold, B.Marin, U.W.Schlösser & M.Melkonian
- Lobomonas P.-A.Dangeard
- Oltmannsiella Zimmermann
- Oogamochlamys Pröschold, B.Marin, U.W.Schlösser & Melkonian
- Parapolytoma Jameson
- Peterfiella Gerloff
- Phyllariochloris Pascher & Jahoda
- Polytoma Ehrenberg
- Protococcus C.Agardh
- Provasoliella A.R.Loeblich III
- Pseudocarteria H.Ettl
- Pseudofurcilla F.W.Jane
- Pyramichlamys H.Ettl & O.Ettl
- Rhysamphichloris Nakada
- Selenochloris Pascher
- Smithsonimonas Kol
- Sphaerella S.C.Sommerfelt
- Sphaerellopsis Korshikov
- Sphenochloris Pascher
- Spirogonium Pascher
- Tetrablepharis Senn ex Wille
- Tetratoma Buetschli
- Tussetia Pascher
- Vitreochlamys Batko

Selon BioLib (12 août 2017) :
- Brachiomonas Bohlin
- Carteria Diesing
- Chlamydomonas Ehrenberg
- Chlorogonium Ehrenberg
- Chloromonas
- Polytoma Ehrenberg
- Spermatozopsis O.A. Korshikov

Selon Catalogue of Life (12 août 2017) :
- Brachiomonas
- Carteria
- Gloeomonas
- Oltmannsiella

Selon ITIS (12 août 2017) :
- Brachiomonas Bohlin, 1897
- Carteria Diesing
- Chlainomonas H. R. Christen, 1959
- Chlamydomonas Ehrenberg, 1835
- Chlamydonephris H. & O. Ettl, 1959
- Chlorangium Ehrenberg, 1830
- Chlorogonium Ehrenberg, 1835
- Fortiella Pascher, 1927
- Glenomonas
- Gloeomonas Klebs, 1886
- Hyalogonium
- Lobomonas P. A. Dangeard, 1899
- Polytoma Ehrenberg, 1831
- Pyramichlamys H. Ettl & O. Ettl, 1959
- Smithsonimonas Kol.
- Sphaerellopsis Korschikoff, 1925
- Sphenochloris
- Spirogonium Pascher, 1927

Selon World Register of Marine Species (12 août 2017) :
- Agloë Pascher, 1912
- Brachiomonas Bohlin, 1897
- Carteria Diesing, 1866
- Cercidium P.-A.Dangeard, 1888
- Chlainomonas H.R.Christen, 1959
- Chlamydomonas Ehrenberg, 1833
- Chlamydonephris H.Ettl & O.Ettl, 1959
- Chlorobrachis Korshikov, 1925
- Chloroceras Schiller, 1927
- Chloromonas Gobi, 1899-1900
- Chlorotriangulum Kufferath, 1914
- Corbierea P.-A.Dangeard, 1888
- Costatochloris H.Ettl & O.Ettl, 1959
- Cylindromonas Hansgirg, 1888
- Diplostauron A.A.Korschikov, 1925
- Furcilla A.Stokes, 1890
- Gigantochloris Pascher, 1927
- Gloeomonas Klebs, 1886
- Heterochlamydomonas E.R.Cox & T.R.Deason, 1969
- Hirtusochloris H.J.Hu & L.M.Luo
- Hyalobrachion Swindell, 1939
- Isococcus F.E.Fritsch
- Lobochlamys T.Pröschold, B.Marin, U.W.Schlösser & M.Melkonian, 2001
- Lobomonas P.-A.Dangeard, 1899
- Oltmannsiella Zimmermann, 1930
- Oogamochlamys T.Pröschold, B.Marin, U.W.Schlösser & M.Melkonian, 2001
- Parapolytoma Jameson, 1914
- Peterfiella Gerloff, 1940
- Phyllariochloris Pascher & Jahoda, 1928
- Pithiscus P.-A.Dangeard, 1888
- Polytoma Ehrenberg, 1831
- Provasoliella A.R.Loeblich III, 1967
- Pseudocarteria H.Ettl, 1958
- Pseudofurcilla Jane, 1943
- Pyramichlamys H.Ettl & O.Ettl, 1959
- Selenochloris Pascher, 1927
- Smithsonimonas Kol, 1942
- Sphaerella S.C.Sommerfelt
- Sphenochloris Pascher, 1922
- Spirogonium Pascher, 1927
- Tetrablepharis Senn ex Wille, 1909
- Tetratoma Buetschli, 1884
- Tussetia Pascher, 1927
- Vitreochlamys Batko, 1970